# Ленсінг (Айова)
Ленсінг (англ. Lansing) — місто (англ. city) в США, в окрузі Алламакі штату Айова. Населення — 968 осіб (2020), що на 13 осіб менше, ніж 2000 року.

## Географія
Ленсінг розташований за координатами 43°21′38″ пн. ш. 91°13′32″ зх. д. / 43.36056° пн. ш. 91.22556° зх. д. (43.360560, -91.225628).  За даними Бюро перепису населення США в 2010 році місто мало площу 3,06 км², з яких 2,79 км² — суходіл та 0,27 км² — водойми.

## Демографія

### Перепис 2010 року
Згідно з переписом 2010 року, у місті мешкало 999 осіб у 451 домогосподарстві у складі 257 родин. Густота населення становила 327 осіб/км².  Було 598 помешкань (196/км²).
Расовий склад населення:
| - 98,8 % — білих - 0,4 % — азіатів - 0,2 % — корінних американців - 0,1 % — чорних або афроамериканців |

До двох чи більше рас належало 0,1 %. Частка іспаномовних становила 0,6 % від усіх жителів.
За віковим діапазоном населення розподілялося таким чином: 17,9 % — особи молодші 18 років, 55,1 % — особи у віці 18—64 років, 27,0 % — особи у віці 65 років та старші. Медіана віку мешканця становила 50,9 року. На 100 осіб жіночої статі у місті припадало 98,2 чоловіків;  на 100 жінок у віці від 18 років та старших — 94,8 чоловіків також старших 18 років.
Середній дохід на одне домашнє господарство  становив 48 400 доларів США (медіана — 36 000), а середній дохід на одну сім'ю — 59 610 доларів (медіана — 44 808). Медіана доходів становила 40 724 долари для чоловіків та 20 313 долари для жінок. За межею бідності перебувало 11,3 % осіб, у тому числі 14,0 % дітей у віці до 18 років та 2,0 % осіб у віці 65 років та старших.
Цивільне працевлаштоване населення становило 411 осіб. Основні галузі зайнятості: освіта, охорона здоров'я та соціальна допомога — 21,2 %, роздрібна торгівля — 15,8 %, мистецтво, розваги та відпочинок — 14,8 %.

### Перепис 2000 року
Згідно з переписом 2000 року, у місті проживало 1012 осіб у 441 домогосподарстві у складі 258 родин.  Густота населення становила 361,8 ос./км².  Було 573 помешкання, середня густота яких становила 204,8/км².  Расовий склад міста: 99,01% білих, 0,10% афроамериканців, 0,40% азіатів, 0,49% інших рас. Іспаномовні та латиноамериканці США незалежно від раси становили 0,59% населення.
Із 441 домогосподарств 22,9% мали дітей віком до 18 років, які жили з батьками;, 48,1% були подружжями, які жили разом; 7,9% мали господиню без чоловіка, і 41,3% не були родинами. 37,4% домогосподарства складалися з однієї особи, зокрема 19,5% віком 65 і більше років.  У середньому на домогосподарство припадало 2,17 мешканця, а середній розмір родини становив 2,87 особи.
Віковий склад населення: 20.7% віком до 18 років, 5.6% від 18 до 24; 21.9% від 25 до 44; 24.5% від 45 до 64; і 27,3% — 65 років або старші.  Середній вік жителів міста становив 46 років. На кожні 100 жінок припадало 87,4 чоловіка.  На кожні 100 жінок, віком від 18 років і старших, припадало 86,7 чоловіка.
Середній дохід домогосподарств у місті становив $29 482, родин — $ 34 519. Середній дохід чоловіків становив $ 26 510 проти $ 17 596 у жінок. Дохід на душу населення в місті був $ 17 372.  Близько 4,2% родин і 6,8% населення загалом перебували за межею бідності, включаючи 1,7% віком до 18 років і 12,4% від 65 і старших.